# La gatta Cenerentola
La gatta Cenerentola (nell'originale napoletano La gatta Cennerentola) è una celebre fiaba di Giambattista Basile, inclusa nella raccolta postuma Lo cunto de li cunti (1634-1636).
Essa rappresenta una delle redazioni più note della fiaba di Cenerentola, un racconto popolare tramandato sin dall'antichità in centinaia di versioni provenienti da diversi continenti. La fiaba all'origine de La gatta Cenerentola sarà successivamente inclusa anche nelle celebri raccolte di Charles Perrault e dei Fratelli Grimm.
La versione di Basile presenta diverse varianti rispetto a Cendrillon di Perrault, su cui sono in gran parte basati il lungometraggio animato Cinderella del 1950 e le successive produzioni Disney: in particolare, l'eroina, di nome Zezolla, si macchia addirittura dell'omicidio della sua matrigna, che viene però poi sostituita da una nuova matrigna anche peggiore.

## Trama
Zezolla è la sola figlia di un principe vedovo che si è sposato nuovamente. La matrigna tratta malissimo Zezolla, che trova conforto nell'affetto della sua maestra, Carmosina: Zezolla le vuole tanto bene che vorrebbe lei come nuova madre. Carmosina allora le suggerisce di uccidere la matrigna: Zezolla fa cadere il coperchio di una grande cassa sulla testa della matrigna rompendole il collo (cosa che passa per un incidente) e qualche tempo dopo suggerisce a suo padre l'idea di sposare la maestra. La sera delle nozze una colomba si avvicina a Zezolla e le dice che se avesse bisogno di qualcosa potrà chiederlo alla colomba delle fate di Sardegna. All'inizio Carmosina tratta amorevolmente Zezolla, ma in poco tempo rivela di avere già sei figlie (Imperia, Calamita, Fiorella, Diamante, Colombina e Pasquarella) e riesce a far affezionare il marito a loro e a fargli mettere da parte l'affetto per Zezolla. Presto la ragazza si ritrova a vivere in stracci nella sua stessa casa e tutti iniziano a chiamarla "Gatta Cenerentola".
Un giorno il principe deve partire per un viaggio in Sardegna, perciò Zezolla gli chiede di raccomandarla alla colomba delle fate di Sardegna, augurandogli di non poter proseguire il viaggio se dovesse dimenticarsene. Il principe sbriga i suoi affari e compra i doni per le figliastre ma si dimentica di Zezolla, per questo la sua nave non riesce a lasciare il porto. Quella notte una fata appare in sogno al capitano della nave e gli rivela che non partiranno finché il principe non farà ciò che ha chiesto la figlia. Saputo ciò il principe va nella grotta delle fate, dove una bellissima fata gli dona un dattero, una zappa, un secchiello d'oro e una tovaglia di seta.

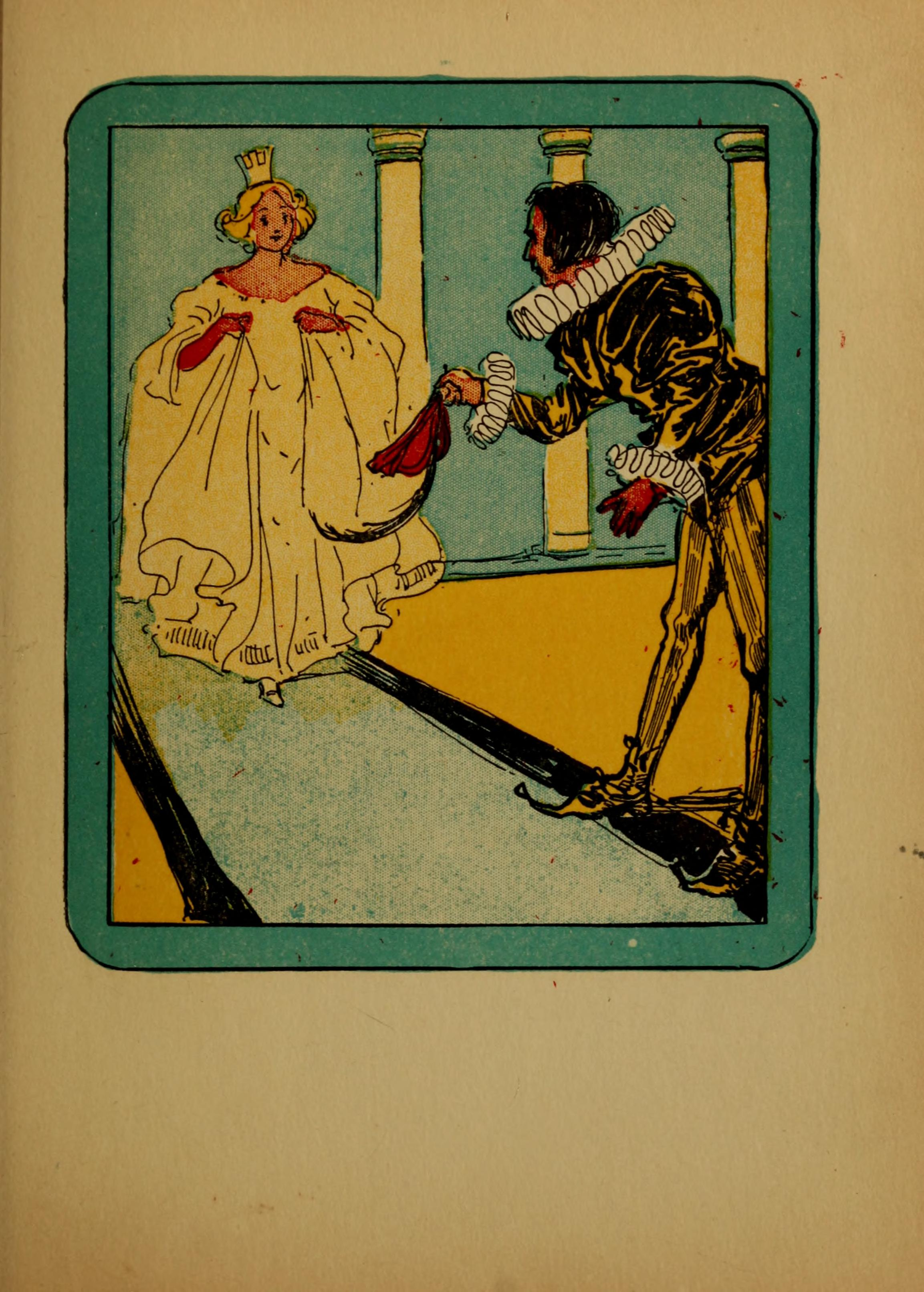
Cenerentola, l'evoluzione della Gatta Cenerentola

Zezolla pianta il dattero e se ne prende cura. Quattro giorni dopo la pianta è già alta come lei e ne esce una fata pronta a esaudire i suoi desideri. Zezolla vorrebbe solo uscire qualche volta, ma senza che le sorelle lo sappiano. La fata le insegna una formula magica per poter avere tutto quel che le serve e un'altra formula per annullare gli effetti della prima. Un giorno c'è una festa al palazzo del re. Zezolla aspetta che la famiglia sia uscita per recitare la formula: viene vestita come una regina e con un piccolo seguito va alla festa. Zezolla suscita l'invidia delle sorellastre, che però non la riconoscono. Il re rimane incantato e manda un servitore a indagare su di lei, ma la ragazza lascia cadere delle monete d'oro e il servitore si ferma a raccoglierle. Tornata a casa Zezolla riassume il suo vecchio aspetto e le sorelle non sospettano nulla.
Seguono altre due feste, alle quali Zezolla si presenta con un aspetto sempre più bello e con un seguito sempre più lussuoso. La passione del re è pari solo all'invidia delle sorellastre. Il servitore che deve scoprire di più sulla fanciulla si fa depistare ancora una volta da perle e gioielli, ma la terza volta segue la carrozza di Zezolla: lei prega così tanto il cocchiere di andare più veloce che per la corsa le sfugge una scarpetta. Il servitore porta la scarpetta al re, che emana un bando: tutte le donne del regno sono invitate a un grande banchetto. Il re fa provare la scarpetta a tutte ma non ce n'è una a cui calzi. Il re chiede agli invitati che tutti tornino il giorno seguente con qualunque donna abbiano lasciato a casa quel giorno. Il padre di Zezolla dice di avere una figlia sciagurata e buona a nulla e per questo non l'ha portata, ma il re ordina che Zezolla sia la prima a provare la scarpetta. Il giorno seguente Zezolla si presenta al re e la scarpetta le vola al piede da sola. Il re, felice di averla trovata, la fa sedere accanto a lui e ordina che tutti si inchinino a lei come regina. Le sorellastre non possono fare altro che subire il colpo e accettare l'accaduto.

## Adattamenti
Roberto De Simone ne ha realizzato un celebre adattamento teatrale, considerato uno dei suoi capolavori, diretto dal maestro Domenico Virgili. 
L'opera è stata rappresentata 175 volte nei primi due anni dopo la sua realizzazione.
Il film d'animazione italiano Gatta Cenerentola, del 2017, è tratto da questa fiaba. Ambientato in una Napoli futuristica e violenta, racconta la storia di Mia, ragazza rimasta orfana quando suo padre viene ucciso immediatamente dopo le sue seconde nozze, e che sarà presa in custodia da Angelica, la sua nuova matrigna, già madre di sei bambine.

## Riferimenti culinari
La descrizione dei festeggiamenti dati dal re per trovare la fanciulla che aveva perso la scarpetta contiene un'interessante testimonianza della cucina napoletana del Seicento, e dimostra la diffusione, già all'epoca, di tipici piatti campani - consumati tradizionalmente nel periodo pasquale - come la pastiera ed il casatiello:
(Giambattista Basile, La gatta Cenerentola.)